# 莫松特

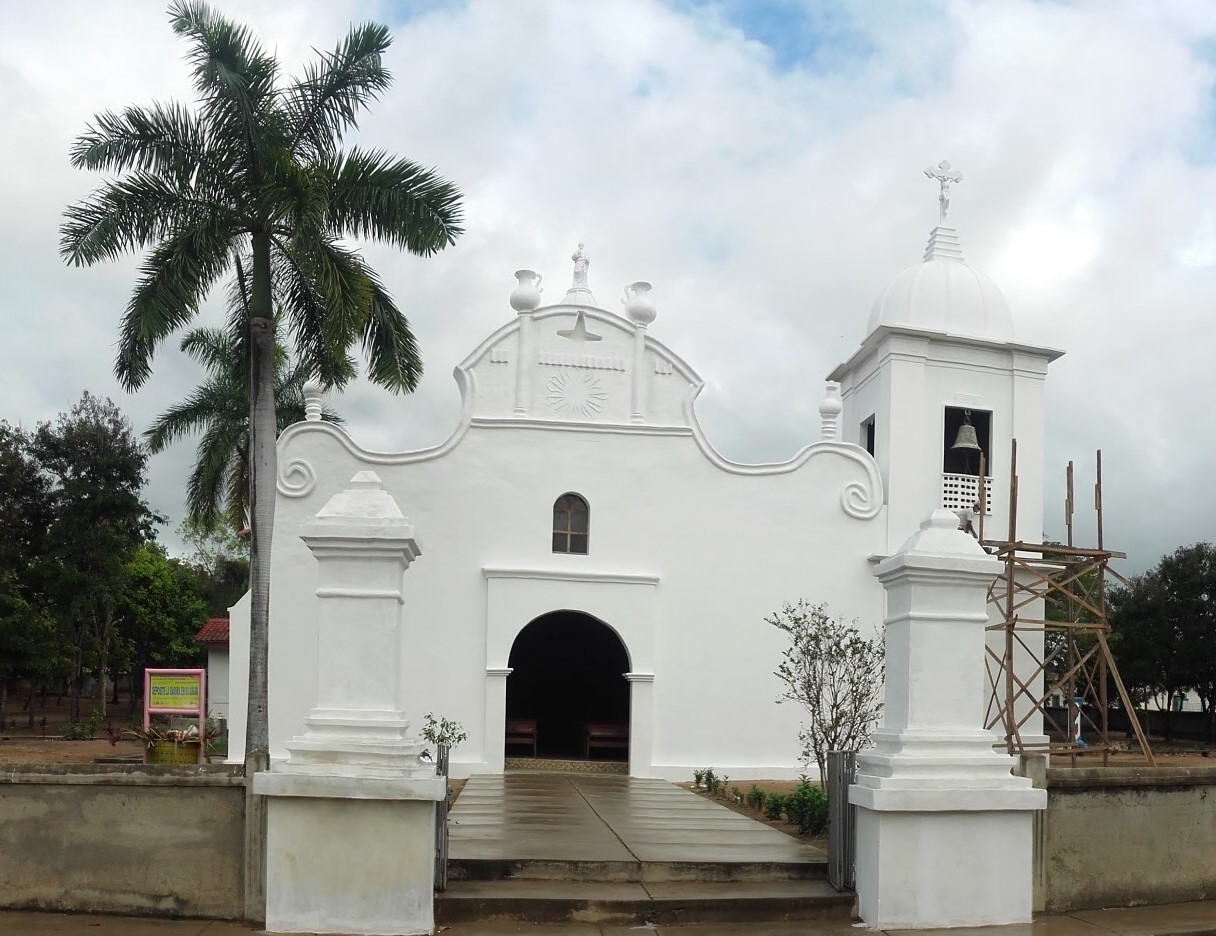
莫松特的教堂

莫松特（西班牙語：Mozonte）是尼加拉瓜的城鎮，位於該國西北部，由新塞哥維亞省負責管轄，面積218平方公里，海拔高度646米，2005年人口6,795，人口密度每平方公里31.17人。
13°39′N 86°27′W / 13.650°N 86.450°W